# Палацова вежа (Новгородський дитинець)
Палацова вежа (рос. Дворцовая башня) — чотирикутна глуха (непроїзна) башта Новгородського дитинця. Башта в плані являє собою «квадрат» 10,2 × 11,2 м. Висота вежі з зубцями — 20 м, а товщина стін на рівні другого ярусу — 2 м. Вінчає вежу дев'ятиметровий намет. Спочатку башта мала шість ярусів, склепіння нижнього ярусу було розібране імовірно в кінці XVI століття. У вежі 37 бійничих і окопних прорізів. У нижній частині башти є два отвори: дверний — з боку дитинця і ворітний з боку Волхов. На фасаді, зверненому до витоку Волхов, є декоративні елементи: три круглі розетки, цегляна вузька смужка бегунца і напіввалик; на кількох бійницях збереглися внутрішні розписи. З внутрішньої сторони Кремля до вежі примикала кам'яна прибудова 1400 року, яка реконструйована на основі археологічних розкопок.

## Розташування
Палацова вежа розташована в південній частині Кремля на березі річки Волхов. Відрізняється від інших веж струнким силуетом.

## Історія
Згадується в різний час по-різному: в 1626 році «від Бориса і Гліба» по відношенню до не збереженої — Борисоглібської вежі і церкви Бориса і Гліба біля неї, «розташовувалися на житньому дворі» — в 1667 і 1675 рр., «у хлібного двору» в 1701 році, «проти магазейного двору» в 1745 році.
Сучасна назва вежі була введена П. Л. Гусєвим в 1913 році, на думку сучасних дослідників ця назва історично не виправдана, так як Палацова площа була навпроти Спаських воріт, тобто в іншому місці (див. Спаська вежа).
Вежа була побудована в кінці 1484—1499 рр. під час реконструкції дитинця. За результатами проведених археологічних розкопок під керівництвом M. X. Алешковського в 1956 році, було виявлено що вежа побудована на більш ранніх фундаментах початку XV століття, у літописі під 1400 роком також є згадка про проведення будівельних робіт з будівництва кам'яних споруд в бік від церкви Бориса і Гліба. В кінці XVI століття вежу перебудовували (мабуть тоді у вежі стало на ярус менше), у другій половині XVII століття вежу побілили і відремонтували. У XIX столітті в башті розміщувалися архіви Судової палати та казначейства. У 1966—1967 роках за проектом А. В. Воробйова башта була відновлена у формах XV століття, а з боку дитинця біля вежі відновили прибудову за якою в давнину підіймалися на другий поверх вежі.

Вежа зображена на 5 рублевій Російській банкноті.

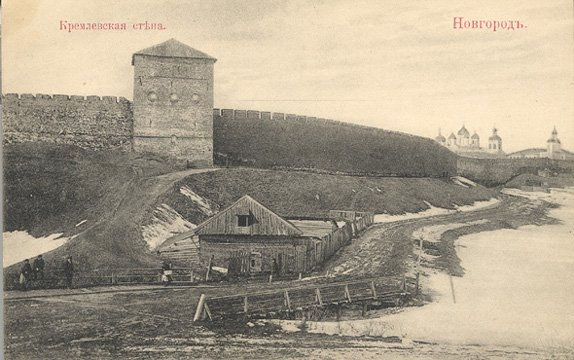
Палацова вежа (1913 р.)
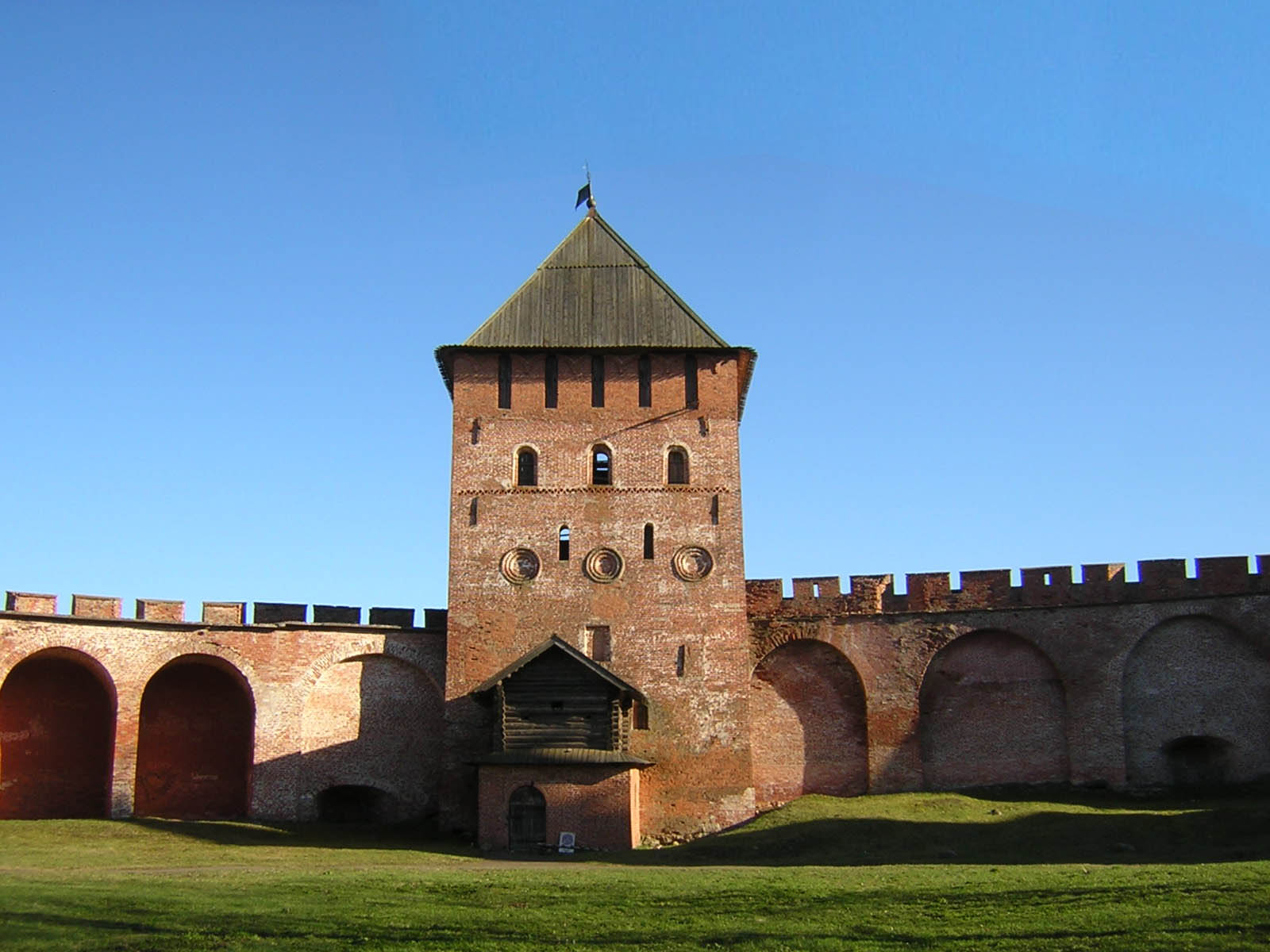
Вид на Палацову вежу зсередини Дитинця

## Культурна спадщина
30 серпня 1960 року постановою Ради Міністрів РРФСР № 1327 «О дальнейшем улучшении дела охраны памятников в РСФСР» ансамбль Новгородського кремля прийнятий під охорону як пам'ятка державного значення.
У 1992 році Рішенням ювілейного засідання Комітету Всесвітньої спадщини ЮНЕСКО архітектурний ансамбль Новгородського кремля включений в Список Всесвітньої спадщини.